# الدوري البرازيلي الدرجة الثانية 2005
الدوري البرازيلي الدرجة الثانية 2005 هو موسم من الدوري البرازيلي الدرجة الثانية. أشرف على تنظيمه اتحاد البرازيل لكرة القدم، وكان عدد الأندية المشاركة فيه 22، وفاز فيه غريميو بورتو أليغرينزي.